# Max Ramsland
Pour les articles homonymes, voir Ramsland.
Magnus (Max) Ramsland (30 janvier 1882-17 novembre 1918) est un homme politique provincial canadien de la Saskatchewan. Il représente la circonscription de Pelly à titre de député du Parti libéral de la Saskatchewan de 1917 à 1918.

## Biographie
Née à Sacred Heart dans le Minnesota, il est le fils du représentant Ole Ramsland du parlement du Minnesota. S'établissant à Canora en 1903, il épouse Sarah McEwen en 1906, elle-même petite-fille du politicien du Minnesota Charles D. McEwen (en). Il contribut à la fondation de la ville Buchanan avant de s'établir à Kamsack.
Ramsland décède de la grippe espagnole en novembre 1918 et sa veuve remporte l'élection partielle et le remplace à l'Assemblée législative de la Saskatchewan, devenant la première femme à siéger à ce parlement.